# Ninocminda
Ninocminda (gruz. ნინოწმინდა) – miasto w Gruzji w regionie Samcche-Dżawachetia, siedziba gminy Ninocminda. W 2014 roku zamieszkana przez 5144 osób, większość populacji stanowią Ormianie.
Obecna nazwa została nadana w 1991 roku by uczcić św. Nino, która jest tradycyjną założycielką chrześcijaństwa w Gruzji. Wcześniej miejscowość nosiła nazwę Bogdanowka i była związana z mniejszością religijną duchoborców. Po podbiciu Karsu w 1878 roku duża część duchoborców przeniosła się w tamte okolice, by 20 lat później wyemigrować do Kanady. Istniały tam dwie miejscowości Bogdanovka w prowincji Saskatchewan: jedna w pobliżu Langham, druga w okolicach Pelly.